# Zlatko Dalić
Zlatko Dalić (født 26. oktober 1966) er en kroatisk fodboldtræner og tidligere spiller. Han har været manager for det kroatiske fodboldlandshold siden 2017 og er blevet betragtet som den bedste manager i holdets historie.
I sin professionelle karriere som defensiv midtbanespiller spillede Dalić i klubber såsom Hajduk Split, Budućnost Titograd og NK Varaždin, før han i 2000 indstillede karrieren. Efter sin spillerkarriere blev Zlatko Dalić træner for en række balkanske klubber, heriblandt også klubber fra Saudi Arabien og UAE.
I 2017 afløste han Ante Čačić som træner for Kroatiens fodboldlandshold efter sidstnævnte på grund af en række dårlige resultater blev fyret. Ved VM 2018 i Rusland, ledte Zlatko Dalić holdet til finalen i Moskva, hvor de tabte til Frankrig. Ved VM 2022 i Qatar, fire år senere, ledte Dalić kroaterne til bronze efter have besejret Marokko i kampen om tredje pladsen. Ved UEFA Nations League 2023 afholdt i Holland, nåede Kroatien endnu en finale efter have vundet deres gruppe i 2022, men tabte på straffespark til Spanien.
Privat er Dalić gift og har to sønner. Han er romersk-katolsk.